# Appleton Thorn
Appleton Thorn är en ort i kommunen Borough of Warrington i Storbritannien. Den ligger i grevskapet Cheshire och riksdelen England, i den centrala delen av landet, 260 km nordväst om huvudstaden London. Appleton Thorn ligger 76 meter över havet och antalet invånare är 10 477. Närmaste större samhälle är Warrington, 5,2 km nordväst om Appleton Thorn. 